# Starorobociańska Polana
Starorobociańska Polana – polana w Dolinie Starorobociańskiej w Tatrach Zachodnich. Położona jest w dolnej części tej doliny, nieco powyżej wylotu Doliny Iwaniackiej. Znajduje się na rozszerzonym w tym miejscu dnie doliny, na wysokości 1110–1120 m. Zachodnim obrzeżem polany przepływa Starorobociański Potok.
Polana wypasana była od bardzo dawna. Jako pastwisko Stararobota wymieniona jest w dokumencie króla Władysława IV Wazy z 1646 r., nadającym uposażenia sołtystwu wsi Wróblówka. Nazwa polany pochodzi od dawniej istniejącej (w Banistym Żlebie) kopalni rud metalu, zwanej Stara Robota. Wchodziła w skład Hali Stara Robota. Obecnie nazwa zarówno polany, jak i hali to już nazwa historyczna, gdyż w Dolinie Starorobociańskiej zaprzestano już od dawna wypasu, a polana zarasta lasem. W 1955 powierzchnię ok. 3 ha, ale w 2004 w wyniku zarośnięcia jej powierzchnia zmniejszyła się o ok. 63%.

## Szlaki turystyczne
z Doliny Chochołowskiej, zaczynający się przy leśniczówce i prowadzący całą Doliną Starorobociańską przez Starorobociańską Polanę i Starorobociańską Rówień aż do Siwej Przełęczy. Czas przejścia: 2:30 h, ↓ 2 h.